# Chamant
Chamant är en kommun i departementet Oise i regionen Hauts-de-France i norra Frankrike. Kommunen ligger i kantonen Senlis som tillhör arrondissementet Senlis. År 2022 hade Chamant 1 037 invånare.

## Befolkningsutveckling
Antalet invånare i kommunen Chamant
| Referens: INSEE |